# Red hrvatske krune
Red hrvatske krune (RHK), udruga građana osnovana 30. travnja 2012. godine u Zagrebu. Cilje udruge je promicanje domoljublja i njegovanje hrvatskih kulturnih i etičkih vrijednosti uz svjedočenje o kontinuitetu hrvatske državnosti te rad na okupljanju potomaka hrvatskog plemstva u Hrvatskoj i inozemstvu uz čuvanje uspomena na doprinos hrvatskog plemstva hrvatskoj kulturi. Udruga se zalaže i za izdavanje heraldičkog zbornika i promicanje rodoslovlja.